# 萬崇德
萬崇德（1567年—1624年），字元彦，號惺新，直隸徐州（今江蘇省徐州市）民籍，江西南昌县人。明朝政治人物，萬曆甲辰進士，官至山東副使。

## 生平
先世江西豫章人，因避宸濠之亂，遷居徐州。父万显，號懷溪，家传医术，又得异人术，奇病应手而愈，贫者资以药。萬曆二十八年（1600年），萬崇德舉庚子科應天鄉試，萬曆三十二年（1604年）登甲辰科進士，授浙江臨海縣知縣，擢雲南道監察御史，巡視北城，出按河東鹽法，以終養母親，上疏乞歸，不待批准即離職。
光宗、熹宗朝，入直禁中。不久命提督遼東軍餉，再轉福建道監察御史。魏忠賢秉政，萬崇德託病去官，出為山東按察副使。

## 家族
曾祖萬邦瓚，祖萬漢隆，父萬曰顯。前母汪氏，母夏氏，慈侍下。娶項氏。